# José Segú
Pour les articles homonymes, voir Segú et Soriano.
Segú  Soriano est un nom espagnol. Le premier nom de famille, en général paternel, est Segú ; le second, en général maternel, souvent omis, est Soriano.
José Segú Soriano, né le 19 mars 1935 à La Garriga et mort le 25 juillet 2010 dans la même ville, est un coureur cycliste espagnol. Professionnel de 1954 à 1966, il remporte notamment deux étapes du Tour d'Espagne. Sur l'édition 1959, il termine deuxième du classement général, après avoir porté le maillot de leader pendant 3 jours.

## Palmarès
- 1953
  - Trofeo Jaumendreu
  - GP Catalunya
  - 2e du Trofeo Borrás
  - 2e du championnat d'Espagne sur route amateurs
- 1954
  - 2e du Gran Premio Liberación de Ondarroa
  - 2e du Trofeo Jaumendreu
- 1955
  - 5e étape du Tour du Levant
  - 3e du Tour du Levant
- 1958
  -  Champion d'Espagne des régions
  - Championnat de Barcelone
  - 5e étape du Tour de Catalogne
- 1959
  - 2e étape du Tour de Catalogne
  - 1re étape du Critérium du Dauphiné libéré
  - 2e du Tour d'Espagne
  - 3e du Grand Prix de Nice
- 1960
  - GP Ayutamiento de Bilbao
  - 7eb étape du Tour de Catalogne
  - 3e étape de Barcelone-Madrid (ou Trofeo Torres-Serdán)
  - 2e du Circuit de Getxo
  - 3e du GP Llodio
- 1961
  -  Champion d'Espagne des régions
  - 7eb étape du Tour de Catalogne
  - 1rea étape du Tour du Levant (contre-la-montre par équipes)
  - 3e de la Prueba Villafranca de Ordizia
- 1962
  - GP Pascuas
  - 17e étape du Tour d'Espagne
  - 1re, 5e, 6e et 8e étapes du Tour d'Andalousie
- 1963
  - 3e étape du Tour de La Rioja
  - 2e étape du Tour d'Espagne
  - 2e étape du Grand Prix du Midi libre
- 1964
  - 2e de la Semaine catalane
- 1965
  - Tour d'Andalousie :
    - Classement général
    - 3e étape

  - Tour du Guatemala :
    - Classement général
    - 1re étape

## Résultats sur les grands tours

### Tour d'Espagne
7 participations
- 1958 : 42e
- 1959 : 2e,  maillot amarillo pendant 3 jours
- 1960 : 20e
- 1961 : abandon (4e étape)
- 1962 : 22e, vainqueur du classement des metas volantes et de la 17e étape
- 1963 : 31e, vainqueur du classement des metas volantes et de la 2e étape
- 1965 : 27e, vainqueur du classement des metas volantes

### Tour de France
1 participation
- 1964 : 45e